# روبرت ولف
روبرت ولف (بالإنجليزية: Robert Wolfe)‏ هو مدير فني أمريكي، ولد في 24 نوفمبر 1946.